# Adare Saddle
Der Adare Saddle ist ein 900 m hoher Bergsattel am Verbindungspunkt der Adare-Halbinsel mit den Admiralitätsbergen im Norden des ostantarktischen Viktorialands. Die von ihm steil abfallenden Newnes- und Moubray-Gletscher haben hier ihr Entstehungsgebiet.
Teilnehmer der New Zealand Geological Survey Antarctic Expedition (1957–1958) benannten ihn in Verbindung mit der Benennung des Kap Adare und der Adare-Halbinsel nach Edwin Wyndham-Quin, 3. Earl of Dunraven and Mount-Earl (1812–1871), vormaliger Viscount Adare, ein Freund des Polarforschers James Clark Ross.